# Копа ди Чело (Фођа)
Копа ди Чело (итал. Coppa di Cielo) је насеље у Италији у округу Фођа, региону Апулија.
Према процени из 2011. у насељу је живело 18 становника. Насеље се налази на надморској висини од 163 м.